# Obsjtina Sozopol
Obsjtina Sozopol (bulgariska: Община Созопол) är en kommun i Bulgarien.   Den ligger i regionen Burgas, i den östra delen av landet, 300 km öster om huvudstaden Sofia. Antalet invånare är 15 416. Arean är 527 kvadratkilometer.
Terrängen i Obsjtina Sozopol är kuperad åt sydost, men åt nordväst är den platt.
Obsjtina Sozopol delas in i:
- Gabăr
- Zidarovo
- Krusjevets
- Ravadinovo
- Ravna gora
- Atija
- Rosen
- Tjernomorets

Följande samhällen finns i Obsjtina Sozopol:
- Sozopol
- Tjernomorets

Omgivningarna runt Obsjtina Sozopol är en mosaik av jordbruksmark och naturlig växtlighet. Runt Obsjtina Sozopol är det glesbefolkat, med 10 invånare per kvadratkilometer.